# (14975) Serasin
(14975) Serasin est un astéroïde de la ceinture principale.

## Description
(14975) Serasin est un astéroïde de la ceinture principale. Il fut découvert le 24 septembre 1997 à Farra d'Isonzo par l'observatoire astronomique de Farra d'Isonzo. Il présente une orbite caractérisée par un demi-grand axe de 2,73 UA, une excentricité de 0,07 et une inclinaison de 3,5° par rapport à l'écliptique.

## Compléments